# Lega calcistica degli Emirati Arabi Uniti 1996-1997
La UAE Football League 1996-1997 è stata la 22ª edizione della massima competizione nazionale per club degli Emirati Arabi Uniti, la
squadra campione in carica è lo Sharjah.A questa stagione prendono parte 10 squadre e le migliori 6 vengono ammesse ai play-off scudetto. Alla fine della stagione la squadra campione degli Emirati Arabi Uniti diventa l'Al-Wasl.
L'Al-Wasl vince il torneo guidato dal tecnico brasiliano Arthur Bernardes.

## Classifiche

### Prima Fase
|  | Pos. | Squadra       | G  | V  | N | P  | GF | GS | Pt |
|  | ---- | ------------- | -- | -- | - | -- | -- | -- | -- |
|  | 1    | Al-Wahda      | 18 | 11 | 6 | 1  | 28 | 16 | 39 |
|  | 2    | Al-Nasr       | 18 | 11 | 4 | 3  | 28 | 14 | 37 |
|  | 3    | Sharjah       | 18 | 9  | 4 | 5  | 25 | 21 | 31 |
|  | 4    | Al-Ain        | 18 | 8  | 6 | 4  | 29 | 19 | 30 |
|  | 5    | Al-Shabab     | 18 | 7  | 6 | 5  | 20 | 19 | 27 |
|  | 6    | Al-Wasl       | 18 | 6  | 4 | 8  | 25 | 23 | 22 |
|  | 7    | Al-Khaleej    | 18 | 5  | 6 | 7  | 17 | 22 | 21 |
|  | 8    | Baniyas       | 18 | 5  | 1 | 12 | 17 | 29 | 16 |
|  | 9    | Ittihad Kalba | 18 | 4  | 3 | 11 | 13 | 26 | 15 |
|  | 10   | Al-Shaab      | 18 | 2  | 4 | 12 | 19 | 32 | 10 |

Legenda:

      Ammesse ai play-off scudetto

      Ammesse allo spareggio salvezza

### Play-off per il Titolo
|                                | Pos. | Squadra   | G  | V | N | P | GF | GS | Pt |
| ------------------------------ | ---- | --------- | -- | - | - | - | -- | -- | -- |
| Emirati Arabi Uniti (bandiera) | 1    | Al-Wasl   | 10 | 6 | 1 | 3 | 14 | 7  | 19 |
|                                | 2    | Al-Nasr   | 10 | 4 | 4 | 2 | 12 | 7  | 16 |
|                                | 3    | Al-Wahda  | 10 | 4 | 1 | 5 | 12 | 16 | 16 |
|                                | 4    | Al-Shabab | 10 | 4 | 2 | 4 | 11 | 11 | 14 |
|                                | 5    | Al-Ain    | 10 | 2 | 5 | 3 | 11 | 12 | 11 |
|                                | 6    | Sharjah   | 10 | 3 | 1 | 6 | 9  | 16 | 10 |

Legenda:

     Campione degli Emirati Arabi Uniti ed ammessa alla Coppa dei Campioni del Golfo 1998

      Ammessa alla Coppa delle Coppe dell'AFC 1997-1998

      Ammessa alla Campionato d'Asia per club 1998
Note:
Due punti a vittoria, uno a pareggio, zero a sconfitta.
L'Al Wahda riceve due punti di bonus per aver vinto la fase iniziale.